# Arciduca d'Austria
L'Arciduca d'Austria (in tedesco Erzherzog von Österreich) era principalmente il sovrano dell'Arciducato d'Austria.
Il primo arciduca fu Federico V (Federico III d'Asburgo), che con il Privilegium maius riuscì ad elevare il Ducato d'Austria ad arciducato.
Dagli inizi del XVI secolo l'Arciduca d'Austria era il capo della Casa d'Asburgo o della Casa d'Austria e governatore dei domini asburgici (escluso il periodo di Carlo V), il quale divenne nello stesso secolo Imperatore del Sacro Romano Impero, titolo che salvo alcuni casi detenne l'Arciduca d'Austria, capo della Casa d'Asburgo, sino al 1806.

Dopo questa data, ovvero dopo la soppressione del Sacro Romano Impero, il titolo di "Arciduca d'Austria" venne conferito a tutti i discendenti degli Imperatori d'Austria, nonché a tutti i discendenti dei granduchi di Toscana. Invece i discendenti dei duchi di Modena portavano il titolo di "Arciduchi d'Austria-Este".

## Arciduchi d'Austria
- Federico V (Federico III d'Asburgo) (1458-1493)
- Alberto VI 1446-1463
- Federico IV 1402-1439
- Sigismondo 1439-1490
- Massimiliano I (1493-1519)
- Carlo I (Carlo V d'Asburgo) (1519-1521)
- Ferdinando I (1521-1564)
- Massimiliano II (1564-1576)
- Carlo II: Reggente dell'Austria Interiore (1564-1590)
- Ferdinando II: Reggente del Tirolo (1564-1595)
- Rodolfo V (Rodolfo II d'Asburgo) (1576-1608)
- Mattia (1608-1619)
- Massimiliano III: Governatore del Tirolo (1612-1618)
- Leopoldo V (1619-1632)
- Ferdinando Carlo (1628-1662)
- Sigismondo (1662-1665)
- Ferdinando III (Ferdinando II d'Asburgo) (1619-1637)
- Ferdinando IV (Ferdinando III d'Asburgo) (1637-1657)
- Leopoldo VI (Leopoldo I d'Asburgo) (1657-1705)
- Giuseppe I (1705-1711)
- Carlo III (Carlo VI d'Asburgo) (1711-1740)
- Maria Teresa (1740-1780)
- Giuseppe II (1780-1790)
- Leopoldo VII (Leopoldo II d'Asburgo-Lorena) (1790-1792)
- Francesco I (1792-1835) (Imperatore dell'Austria dal 1804)
- Ferdinando I (1835-1848)
- Francesco Giuseppe I (1848-1916)
- Carlo I (1916-1918)